# Ma reggel
A Ma reggel az MTVA saját gyártású, minden nap jelentkező, élő reggeli műsorfolyama, az M1 napi aktuális csatornán. A műsor házigazdái  Ábrahám Viola, Imre Balázs és Hradeczky Viktor. A stúdióbeszélgetések során a meghívott vendégekkel Fábián Barna és Tari Titanilla beszélget. A Ma reggelt a Duna Média munkatársai szerkesztik és az MTVA gyártja. A műsor grafikájának a vezérszíne a narancssárga.

## Története

### Első változat
A műsor első változata 2000. október 2-án indult el a Napkelte 1999-es TV3-ra költözése óta sugárzott Szabadság tér című műsor utódaként. A műsor hétköznapokon 06:00-tól 09:00-ig, szombaton 06:00-tól 07:25-ig, vasárnap 06:00-tól 07:35-ig volt látható.
2002. október 6-án megszűnt, ugyanis a következő naptól a Napkelte visszatért az MTV-re.

### Második változat
A műsor második változata a 20 évig sugárzott Napkeltét váltotta 2009. szeptember 28-án, miután az MTV egyik napról a másikra (2009. szeptember 25-én) felmondta a szerződést. A műsor ezen változatának három díszlete volt.
Eleinte csak hétköznapokon, 06:45-től 09:00-ig jelentkezett, majd 2009. október 5-től a kezdési időpont a Napkeltéhez hasonlóan 05:50 lett. 2009. november 30-tól csütörtök és péntek kivételével minden nap látható volt a műsor, 2010. január 4-től 2011. szeptember 30-ig minden nap sugárzott.
2011. október 3-tól 2012. január 6-ig ismét csak hétköznapokon volt látható, és új díszletet kapott. 2012-ben, január 7-től június 10-ig, valamint szeptember 8-16-ig sugárzott a Ma reggel - Hétvége, amely a hétköznapi adásokkal ellenben 06:55-től kezdődött. Innentől az M1 hírcsatornává alakulásáig újra csak hétköznaponként volt látható.
2013. március 25-én új főcímet kapott. 2013. október 7-én újult meg utoljára a műsor.
A műsor 2015. március 13-ig látható volt a Duna Worldön is, amely nemzetközileg is fogható, tehát a műsor a világ minden pontján látható  volt. 2012. december 21-ig az M2-n is látható volt, az M1-gyel párhuzamosan, és éjszakai ismétlés formájában is (ez az Ez történt ma reggel címet viselte).

### Harmadik változat
Az M1 2015. március 15-i hírcsatornává alakulásával a Ma reggel is 4 órás blokká változott. Az eddigi hétköznap reggeli műsort egy mindennapos, híradókból, beszélgetésekből és magazinműsorokból álló blokk váltotta.
2020. március 15-én, az M1 megújításával a Ma reggel is új képernyőgrafikákat és főcímet kapott.

## Adásmenet

### 2015. március 15-e előtt
A műsor minden hétköznap 05:55-kor kezdődött és 09:00-kor fejeződött be. Az 05:55-ös kezdet után az aznapi műsorvezető elmondta a témákat, azután a csatorna műsora egy félórás Híradóval, majd Telesporttal folytatódott. Ezt követően 06:30 körül visszakapcsoltak a kettes stúdióba, ahol az időjárás-jelentés után a napilapok fontosabb cikkeinek rövid felolvasásával folytatódott a műsor. Ezután általában valamilyen politikai, bűnügyi, vagy rendkívüli eseményekről beszélgettek a meghívottakkal 06:55-ig. Ezután ismételten Híradó, majd Sporthírek, illetve már a kettes stúdióból időjárás-jelentés. A műsor hasonló struktúrával 09:00-ig tartott.

### 2015. március 15-e után
A műsor minden nap 05:55-kor kezdődik és 09:50-kor fejeződik be. Az 05:55-ös kezdet után az aznapi műsorvezető elmondja a témákat, azután kezdődik ez első aznapi Híradó, 6 órakor, az éjszaka és az előző nap legfontosabb történéseivel, élő kapcsolásokkal, melyet a Duna csatorna is közvetít. Ezt követően 06:30 körül – a sporthírek, az időjárás-jelentés és a közlekedési hírek után – stúdióbeszélgetésekkel és élő kapcsolásokkal folytatják a műsort. Ezek általában közéleti, politikai, bűnügyi vagy rendkívüli eseményekről szólnak. 07:00-kor ismét Híradó kezdődik. A műsor hasonló struktúrával: híradóval, sporthírekkel, időjárás-jelentéssel, közlekedési hírekkel, stúdióbeszélgetésekkel 09:50-ig tart.